# ワシノミカ
ワシノミカ（1976年6月3日 - ）は、日本のファッションデザイナー、ウェブデザイナー、イラストレーター。本名、鷲野 未佳（わしの みか）。
東京都板橋区出身。東京都立北園高等学校卒業、東京モード学園中退。2010年に長男を出産。
専門学校在学中の1995年よりインディーズブランド・クラブマニアを立ち上げる。
1997年、東京モード学園中退、2002年3月までフリーのデザイナーとして活動。
2002年以降は個人活動の傍ら、ウェブデザイナーとして勤務。また、コラムの執筆も行っている。

## メディア露出

### 雑誌
- Zipper（祥伝社）1997/5、8、10、1998/1、2、5月号
- CUTiE（宝島社）1998/8、1999/4、5月号
- MOMO（バウハウスMOOK）1998/7、10、12，1999/3月号
- モッゾ（メディアファクトリー）1999/11月号
- MOMOZZ（主婦と生活社）1998/8、2000/7月号
- インディーズファッション80ブランド（KAWADE夢ムック）2001/4月号

ほか。

### テレビ
- 1996/11 CX・中山秀征の「写せ！」
- 1998/12 CX・「DAIBAッテキ!!」
- 1999/11 NHK BS-2「渋谷・原宿ポップストリート」
- 2000/01 NHK総合「小さな旅」[3]
- 2000/04 NHK BS-1「デジタルスタジアム」[4]。

## 執筆活動
- 「突撃！隣のバカTシャツ」（2007年6月25日 - ）[5]
- 音楽情報サイトVIBEにて、レビューを担当していたことがある。[6][7][8][9][10][11][12]

## エピソード
- 大学への推薦入学が決定していたものの、これを蹴って東京モード学園に入学している[13]。
- 2ちゃんねる管理人西村博之とは北園高校の同級生である[13]。
- ブログ「アトリエ日記」を1999年12月23日から掲載しており、当初はほぼ毎日の掲載であったが、現在は週に一度程度の更新である。
- 浅草キッド・水道橋博士とは親交が深く、自宅に招かれている[14]。
- 2005年にテレビ東京系列で放送された番組ヘビメタさん、翌年に放送されたROCK FUJIYAMAのサイト運営を担当していた。
- 「kikka303」名義でDJを行ったことがある